# Eigil Friis-Christensen
Eigil Friis-Christensen is een expert in de ruimtenatuurkunde en directeur van het Deens Nationaal Ruimtecentrum.

## Voetnoten
1. ↑  Eigil Friis-Christensen. spacecenter.dk.